# 哈德利 (馬薩諸塞州)
哈德利（英語： i/ˈhædliː/ HAD-lee）是美國馬薩諸塞州漢普夏縣的一個鎮，2010年人口普查時有5,250人。它是斯普林菲爾德都會統計區的一部分。當地有兩個大型地區性購物中心，有一所建立於1664年的高中霍普金斯學院。
1659年開始有人居住，1661年形成正式的鎮，此後一直以傳統農業為主。馬薩諸塞大學阿默斯特分校在1960年代擴建時使得許多學校僱員和學生在此買房，因而使得房地產市場得到了發展。現在當地農業依舊採用新英格蘭地區傳統的敞地制。

## 擴展閱讀
- Cultivating a Past: Essays on the History of Hadley, Massachusetts, ed. Marla R. Miller (Amherst: University of Massachusetts Press, 2009). ISBN 978-1-55849-700-9

## 外部連結
- Hadley's official website（页面存档备份，存于）
- Mass.gov Hadley page（页面存档备份，存于）
- Introduction to "History of Hadley"（页面存档备份，存于）
- 中的“哈德利 (馬薩諸塞州)”
- Hadley Neighbors for Sensible Development
- . . 1920.